# Герби районів Брянської області

Герби муніципальних районів Брянської області
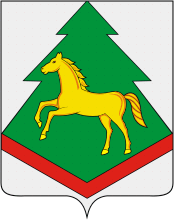
Брасовський
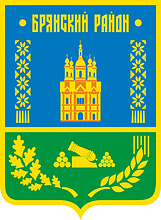
Брянський
Вигоніцький
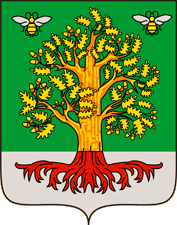
Гордіївський
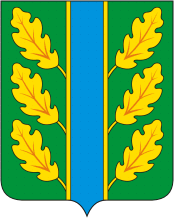
Дубровський
Дятьковський
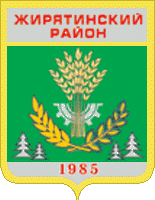
Жірятинський
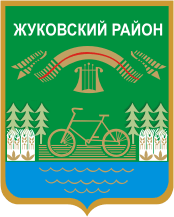
Жуковський
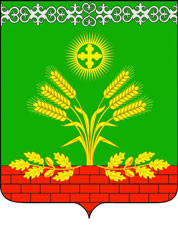
Злинковський
Карачевський
Клетнянский
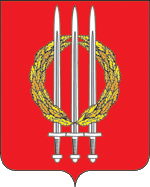
Климовський
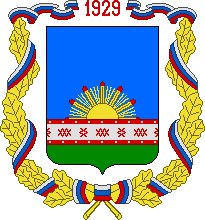
Клинцівський
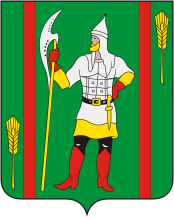
Комарицький
Красногорський
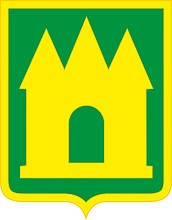
Мглинський
Навлінський
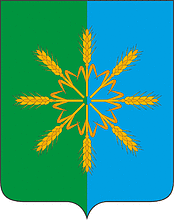
Новозибківський
Погарский
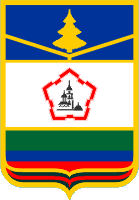
Почепський
Севський
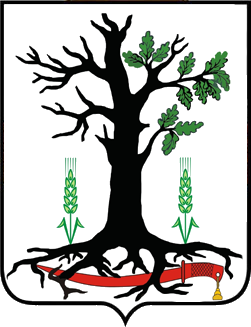
Стародубський
Суземський
Суразький
Трубчевський
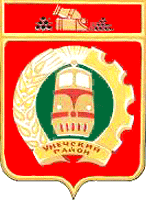
Унецький